# Sierra de Segura
Sierra de Segura est une comarque d'Espagne de la province de Jaén dans la communauté autonome d'Andalousie
situé dans le Parc naturel des sierras de Cazorla, Segura et las Villas à l'extrême nord-est de la province et qui borde les provinces d'Albacete (Sierra de Alcaraz) et de Grenade (Sierra de la Sagra (es)). Le centre administratif est Beas de Segura en raison de sa plus grande population et de son économie bien que la députation provinciale de Jaén n'est pas établie de capitale pour la comarque.

## communes
- Arroyo del Ojanco
- Beas de Segura
- Benatae
- Génave
- Hornos
- La Puerta de Segura
- Orcera
- Puente de Génave
- Santiago-Pontones
- Segura de la Sierra
- Siles
- Torres de Albánchez
- Villarrodrigo